# Ignacio Ramonet

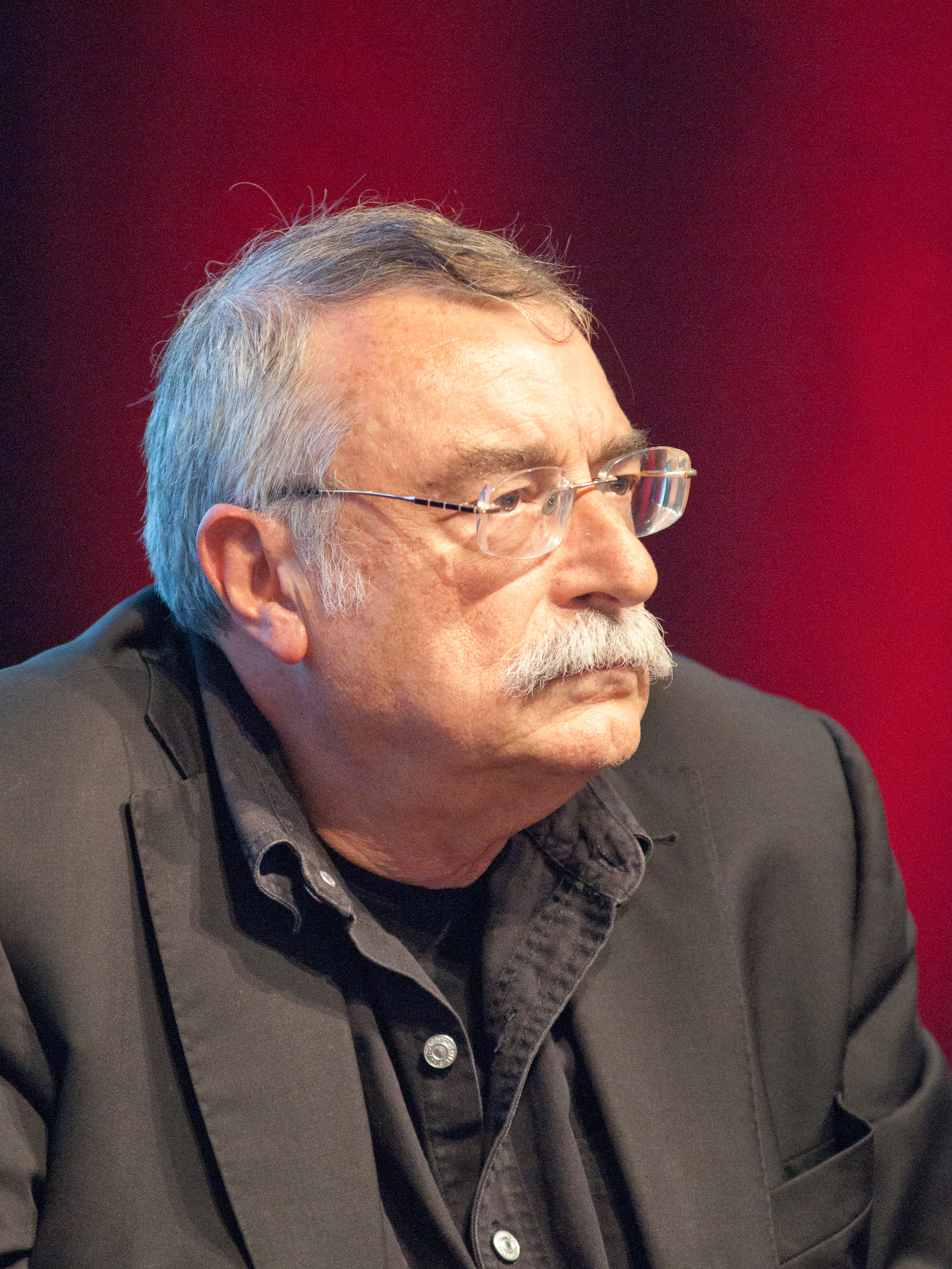
Ignacio Ramonet (2011)

Ignacio Ramonet (* 5. Mai 1943 in Redondela, Spanien) ist ein spanischer Journalist und Medienwissenschaftler. Er ist Ehrenpräsident von Attac und Mitorganisator des Weltsozialforums.

## Leben
Ignacio Ramonet verbrachte seine Jugend in Tanger. Er studierte Ingenieurwissenschaften und Soziologie in Bordeaux, Rabat und Paris. Er promovierte an der École des Hautes Études en Sciences Sociales im Fach Semiotik. Seit 1972 arbeitet er in Frankreich.
Ramonet unterrichtet das Fach „Theorie der audiovisuellen Kommunikation“ an der Universität Denis-Diderot in Paris. Von 1991 bis März 2008 war er Direktor der in Paris erscheinenden Monatszeitung für internationale Politik Le Monde diplomatique. Seither leitet er die spanische Ausgabe dieser Zeitung.
Der in Le Monde diplomatique im Dezember 1997 publizierte Leitartikel „Désarmer les marchés“ – „die Märkte entwaffnen“ – rief die globalisierungskritische Bewegung Attac ins Leben. Anlass war die in diesem Jahr ausbrechende Finanzkrise in Südostasien. Ramonet führte diese in seinem Artikel auf die zuvor losgelöste Devisen-Spekulationswelle zurück. Er attackierte die Dominanz der Finanzmärkte und den unbeschränkten Kapitalfluss und bezeichnete diese als Gefahr für die Demokratie und die Stabilität der Staaten. Ramonet forderte die Gründung einer „weltweiten Organisation, die sich für die Erhebung einer Tobin-Steuer zugunsten der Menschen einsetzen sollte“. Aus der französischen Bezeichnung dieser Organisation, „Association pour une taxation des transactions financières pour l´aide aux citoyens“, entstand das Kürzel Attac.
In Deutschland erschienen Artikel von ihm u. a. in der linken Tageszeitung junge Welt. Seit November 2008 erscheinen seine Leitartikel aus der spanischen Ausgabe der Le Monde diplomatique in deutscher Übersetzung in dem Nachrichtenmagazin Hintergrund und dem Lateinamerika-Nachrichtenportal amerika21.de. Auch publiziert die deutsche Ausgabe von Le Monde diplomatique regelmäßig Übersetzungen seiner Artikel.

## Preise
- Prix LiberPress als „bester Journalist des Jahres“, Girona 1999[6]
- Prix Colombe d’Or als „bester ausländischer, den Frieden verteidigender Journalist“, Rom, 2000[7]
- Rodolfo-Walsh-Preis für Journalismus der Universität von La Plata (Argentinien), 2003[8]
- „Prix de la Communication culturelle Nord-Sud“ (Preis für Nord-Süd-Völkerverständigung), Rabat, 2003[9]
- José-Couso-Preis für Pressefreiheit, Ferrol (Spanien), 2006[10]

## Schriften
- Liebesgrüße aus Hollywood. Kino, Fernsehen, Werbespots, Zürich 2002, ISBN 3-85869-235-2
- Kriege des 21. Jahrhunderts. Die Welt vor neuen Bedrohungen, Zürich 2002, ISBN 3-85869-247-6
- Die Kommunikationsfalle. Macht und Mythen der Medien, Zürich 1999, ISBN 3-85869-185-2
- Die neuen Herren der Welt. Globale Politik an der Jahrtausendwende, Zürich 1998, ISBN 3-85869-148-8
- Fidel Castro. Mein Leben, Rotbuch Verlag Berlin 2008, ISBN 978-3-86789-038-0 (Originaltitel: Fidel Castro. Biografía a dos voces)